# Монфор-л'Аморі (кантон)
48°49′01″ пн. ш. 1°49′11″ сх. д. / 48.81695272° пн. ш. 1.81979624° сх. д.
Кантон Монфон л'Аморі — колишній кантон Франції, розташований у департаменті Івелін.  У ньому проживало 44 514 жителів (2012).  Він був розпущений після реорганізації французького кантону, яка набула чинності в березні 2015 року.